# Thabo Mbeki
Thabo Mvuyelwa Mbeki (* 18. června 1942, Mbewuleni, Kapsko) je jihoafrický politik, v letech 1999 až 2008 byl prezidentem Jihoafrické republiky.

## Rodina a vzdělání
Mbeki vyrostl ve Východním Kapsku, dnešní provincii JAR, v dřívějším Bantustanu Transkei v jihovýchodní části země, v obci Idutywa. Je synem Govana Mbekiho (1910–2001), známého člena Afrického národního kongresu (ANC) a Jihoafrické komunistické strany. Oba rodiče byli učitelé a aktivisté ve venkovské oblasti s vysokou podporou ANC; Mbeki se vyjádřil, že se do politického boje přímo narodil. Navštěvoval střední školu v Lovedale, ale byl vyloučen po studentských stávkách v roce 1959. Pokračoval ve studiu doma a ještě tentýž rok se zapsal na St John's High School.
Ve čtrnácti letech vstoupil Thabo Mbeki do ANC. V průběhu apartheidu beze stopy zmizel jeho bratr, syn a neteř. Po uvěznění Nelsona Mandely, svého otce a Waltera Sisulu, s nímž spolupracoval, Mbeki z JAR emigroval. V exilu strávil celkem 28 let svého života. Stal se absolventem Univerzity v Sussexu, kde složil zkoušku z ekonomie.

## Politická kariéra

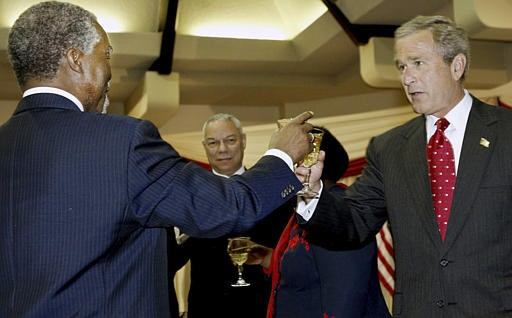
Mbeki s americkým prezidentem Bushem (2004)

V roce 1989 vedl delegaci ANC, která tajně vyjednávala s jihoafrickou vládou. Tyto rozhovory vedly ke zrušení zákazu ANC v JAR a propuštění politických vězňů. Mbeki se účastnil též mnoha z dalších jednání, která ve svém důsledku vedla k demokratizaci Jižní Afriky.
V květnu 1994 se stal zmocněncem prezidenta pro zavedení všeobecného volebního práva, a v červnu 1996 viceprezidentem. V prosinci 1997 vystřídal Nelsona Mandelu v pozici prezidenta Afrického národního kongresu a 16. června 1999 byl inaugurován prezidentem JAR. V dubnu 2004 byl do této funkce zvolen na druhé funkční období.
Mbeki se stal význačnou politickou osobností na africkém kontinentu, je zastáncem a propagátorem názoru, že africké politické konflikty by měly být řešeny Afričany. I díky tomu se Jihoafrická republika posunula do pozice regionální politické mocnosti. Podílel se na založení NEPADu (Nového partnerství pro africký rozvoj) i Africké unie (AU) a byl významným činitelem pro ujednání mírových podmínek ve Rwandě, Burundi a Demokratické republice Kongo. Je také propagátorem koncepce African Renaissance (Africké renesance). Pohlíží na africkou závislost na mezinárodní pomoci jako na zásadní překážku toho, aby mohl být africký kontinent finančními a politickými kruhy brán vážněji. Struktury jako AU a NEPAD pak vidí jako součást cesty k tomu, aby Afrika mohla být schopna nezávisle řešit své problémy.
Thabo Mbeki je jeden z nejbohatších černochů na africkém kontinentě a jeho oblíbenost mezi černými obyvateli JAR je velmi nízká.[zdroj⁠?!]

## Prezidentská abdikace
Sedm měsíců před koncem funkčního období, dne 21. září 2008 abdikoval na úřad prezidenta, jak předepisuje ústava prostřednictvím dopisu zaslaného předsedkyni Národního shromáždění Parlamentu JAR Baleke Mbeteové. Ve funkci prezidenta ho nahradil Kgalema Motlanthe.

## Vyznamenání
- velkokříž s řetězem Řádu zásluh o Italskou republiku – Itálie, 6. března 2002[3]
- Řád znamenitosti – Jamajka, 1. července 2003[4]
- Řád José Martího – Kuba, 2001[5]
- čestný rytíř velkokříže Řádu svatého Michala a svatého Jiří – Spojené království, 2000[6]
- čestný rytíř velkokříže Řádu lázně – Spojené království, 2001[6]
- Nejctihodnější řád sv. Jana Jeruzalémského – Spojené království, 2007[7][8]
- Řád zambijského orla – Zambie